# Horná Ves (Prievidza)
Horná Ves (bis 1927 slowakisch „Hornejsa“; ungarisch Ófelfalu – bis 1907 Felfalu) ist eine Gemeinde in der West-Mitte der Slowakei mit 1090 Einwohnern (Stand 31. Dezember 2024), die zum Okres Prievidza, einem Teil des Trenčiansky kraj, gehört.

## Geographie
Die Gemeinde befindet sich im Südteil des Talkessels Hornonitrianska kotlina unweit des Treffpunkts der Gebirge Tribeč und Vtáčnik. Sie wird vom Bach Osliansky potok im Einzugsgebiet der Nitra durchflossen. Das Ortszentrum liegt auf einer Höhe von 328 m n.m. und ist zehn Kilometer von Partizánske sowie 27 Kilometer von Prievidza entfernt.
Nachbargemeinden sind Oslany im Norden, sehr kurz Čereňany im Nordosten, Kľak, Ostrý Grúň und Píla im Osten, Veľké Pole im Südosten, Radobica im Süden, Veľké Uherce im Westen und Pažiť im Nordwesten.

## Geschichte
Der Ort wurde zum ersten Mal 1239 als Superior Hozlem schriftlich erwähnt und entstand bei einer Mautstelle auf einem alten Handelsweg. Weitere historische Namen sind Félfalu (1329), Felfolu (1520) und Hornyawes (16. Jahrhundert). War das Dorf vorher Teil des Herrschaftsguts der Burg Sivý Kameň, gehörte es zum Ende des 14. und das ganze 15. Jahrhundert zum Herrschaftsgut der Burg Hrušov und somit auch den Geschlechtern Ilsway (1408) und Majthény.
Durch Pacht kam die Ortschaft im 16. Jahrhundert in den Besitz des Geschlechts Hunyady, das schon im 15. Jahrhundert am Rande des Dorfes eine kleine Burgstätte bauen ließ, die im 16. Jahrhundert zum befestigten Landschloss wurde. 1715 sind neben einer Mühle Handwerker wie Schmiede, Schlosser und Stellmacher erwähnt, später auch Leineweber (elf im Jahr 1736) und Siebmacher. 1787 entstand die erste Pfarrei durch Ausgliederung aus der Pfarrei von Oslany, gleich mit dem Bau der neuen Kirche.
Auch nach der Abschaffung der Leibeigenschaft im Jahr 1848 behielt das Geschlecht Majthény ein Großgut in und rund um den Ort, das 1948 Katastral-Hold groß war. Das Möbelunternehmen Thonet nutzte im späten 19. Jahrhundert die großen Wälder als Rohstoffquelle für seine Fabrik im benachbarten Veľké Uherce.
Bis 1918 gehörte der im Komitat Bars liegende Ort zum Königreich Ungarn und kam danach zur Tschechoslowakei beziehungsweise heute Slowakei. 1923 wurde das Großgut vom tschechoslowakischen Staat enteignet und 1941 teilweise parzelliert.

## Bevölkerung
| Jahr                | 1994 | 2004    | 2014     | 2024     |
| ------------------- | ---- | ------- | -------- | -------- |
| Anzahl der Personen | 1097 | 1073    | 1467     | 1090     |
| Unterschied         |      | −2,18 % | +36,71 % | −25,69 % |

| Jahr                | 2023 | 2024    |
| ------------------- | ---- | ------- |
| Anzahl der Personen | 1083 | 1090    |
| Unterschied         |      | +0,64 % |

Nach der Volkszählung 2011 wohnten in Horná Ves 1454 Einwohner, davon 1385 Slowaken, acht Roma, sechs Tschechen und jeweils ein Deutscher, Kroate und Ukrainer; ein Einwohner gab eine andere Ethnie an. 51 Einwohner machten diesbezüglich keine Angabe. 1.108 Einwohner bekannten sich zur römisch-katholischen Kirche, 80 Einwohner zur evangelischen Kirche A. B., 12 Einwohner zur kongregationalistischen Kirche, vier Einwohner zur evangelisch-methodistischen Kirche, jeweils zwei Einwohner zur griechisch-katholischen Kirche sowie zur orthodoxen Kirche und jeweils ein Einwohner zu den Zeugen Jehovas, zur apostolischen Kirche sowie zur reformierten Kirche; acht Einwohner bekannten sich zu einer anderen Konfession. 126 Einwohner waren konfessionslos und bei 109 Einwohnern wurde die Konfession nicht ermittelt.

## Bauwerke

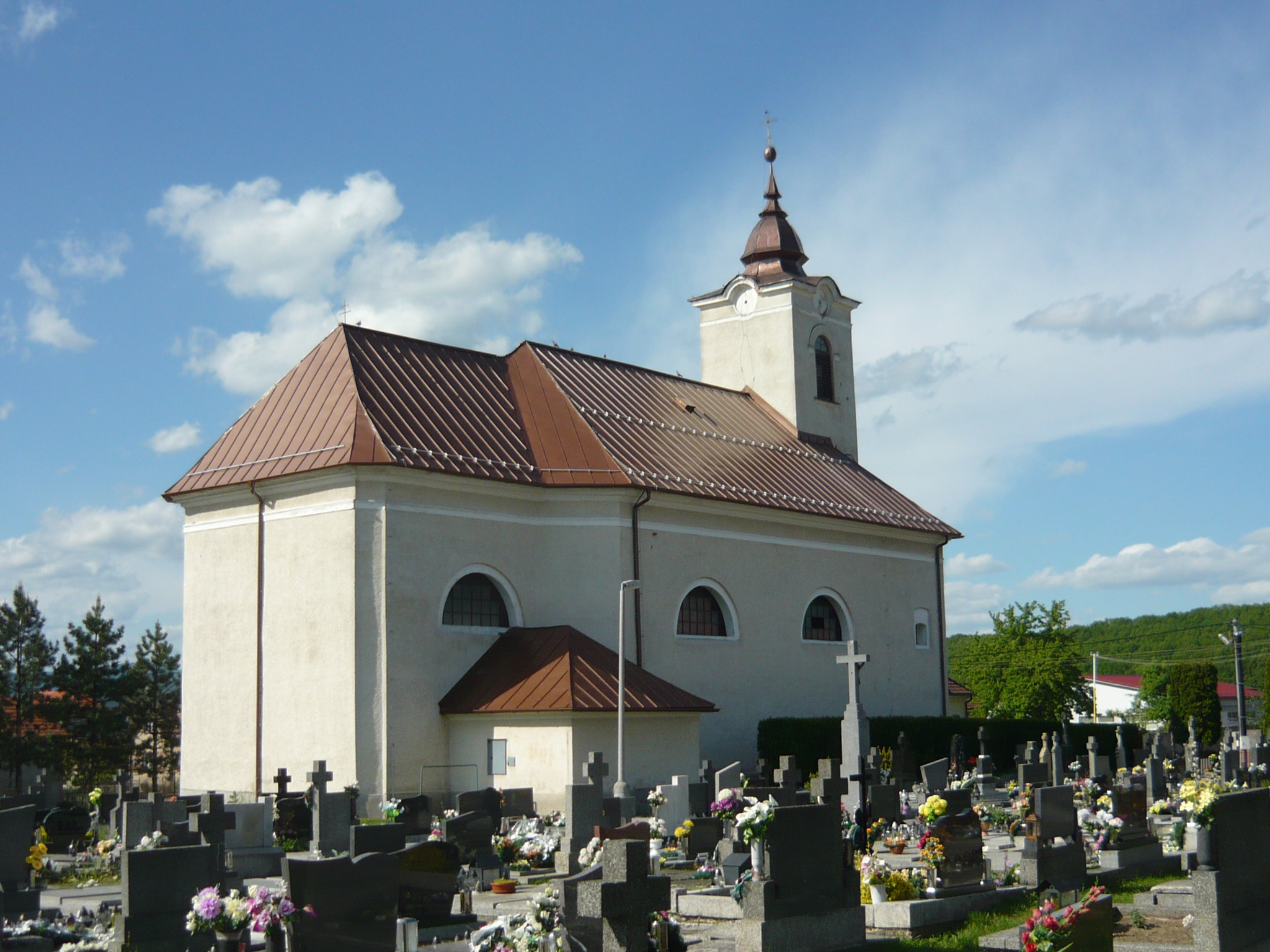

- römisch-katholische Pauluskirche aus dem Jahr 1837
- Kapelle im Barockstil aus dem Jahr 1780

## Verkehr
Horná Ves liegt an der Straße 2. Ordnung 512 (Oslany–Veľké Pole–Žarnovica) mit Anschluss an die Straße 1. Ordnung 64 bei Oslany.
Der nächste Bahnhof ist in Veľké Uherce an der Bahnstrecke Nové Zámky–Prievidza mit mehreren täglichen Zugverbindungen (Stand Fahrplan 2014/2015).